# Crobylostenus indecisus
Crobylostenus indecisus är en insektsart som först beskrevs av Bolívar, I. 1912.  Crobylostenus indecisus ingår i släktet Crobylostenus och familjen gräshoppor. Inga underarter finns listade i Catalogue of Life.